# Національна премія України імені Тараса Шевченка — лауреати 2021 року

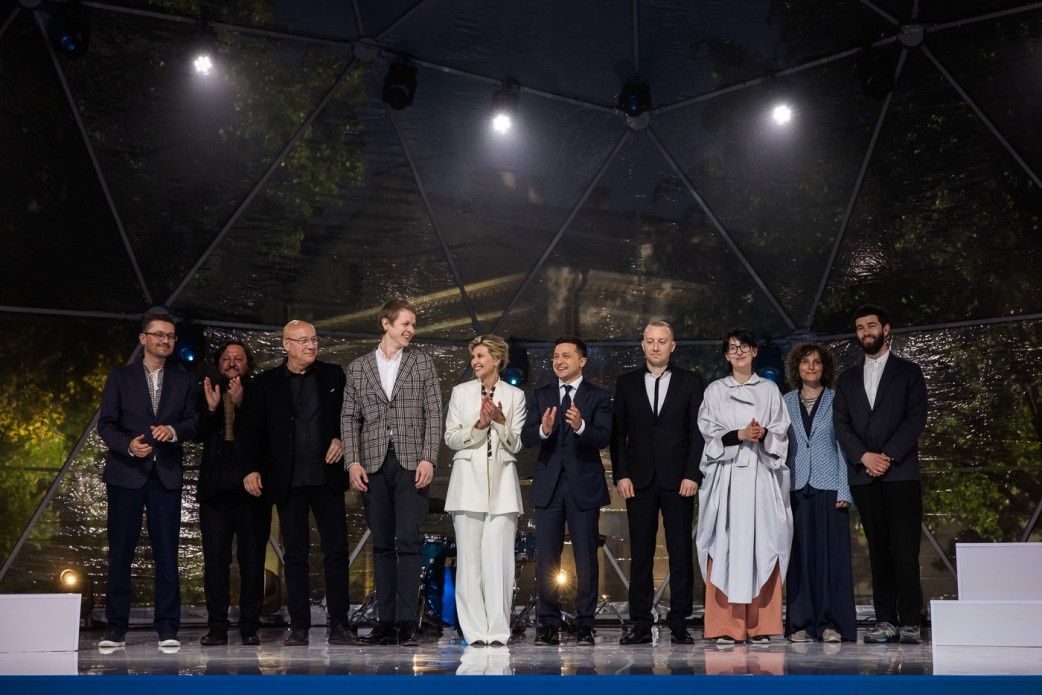
Президент України Володимир Зеленський та його дружина Олена Зеленська разом з лауреатами премії

Список лауреатів (лавреатів) Національної премії України імені Тараса Шевченка за 2021 рік
9 березня 2021 року відбувся брифінг Комітету з Національної премії України імені Тараса Шевченка, на якому були оголошені переможці третього туру конкурсу на здобуття Національної премії України імені Тараса Шевченка 2021 року:
| Номінація                  | Лауреат | твір |
| -------------------------- | --- | --- |
| Література                 | Оксана Луцишина, письменниця | роман «Іван і Феба» |
| Публіцистика, журналістика | Станіслав Асєєв, журналіст | книга есеїв «В ізоляції» |
| Музичне мистецтво          | Олександра Андрусик (директор), Євген Шимальський (співзасновник), Катерина Сула (виконавчий продюсер) (агенція Ухо)               | серія концертів вокальної музики «Архітектура голосу»                                                                             |
| Театральне мистецтво       | Сергій Маслобойщиков (режисер-постановник, художник-сценограф), Наталія Рудюк (художник по костюмах), Олександр Бегма (композитор) | вистава «Verba» за мотивами драми-феєрії «Лісова пісня» Лесі Українки Національного академічного драматичного театру ім. І.Франка |
| Кіномистецтво              | Валентин Васянович (режисер), Владлен Одуденко (художник-постановник)                                                              | ігровий фільм «Атлантида» |
| Візуальне мистецтво        | Борис Михайлов, художник | мистецький проект «Випробування смертю»                                                                                           |

Згідно з Положенням про премію, за результатами конкурсу Комітет готує та вносить Президентові України подання про присудження Національної премії, що провадиться Указом Президента України. Указ Президента України про присудження Національної премії оприлюднюється зазвичай до 9 березня, але у 2021 році урочиста церемонія нагородження лауреатів Національної премії імені Тараса Шевченка мала відбутися 22 травня у Каневі (в день перепоховання Тараса Шевченка).
Рішення Комітету було затверджене Указом Президента України № 199/2021 від 19 травня 2021 року.
Розмір Національної премії України імені Тараса Шевченка на 2021 рік склав 240 тисяч гривень кожна.
20 травня 2021 року у Києві Президент Володимир Зеленський разом з дружиною Оленою взяли участь у нагородженні лауреатів Національної премії України імені Тараса Шевченка 2021 року.